# レチクル座ゼータ星
レチクル座ζ星（レチクルざゼータせい、ζ Reticuli、ζ Ret）は、レチクル座にある連星系で、主星-伴星間の距離が大きい。肉眼で二重星としてみることができる。年周視差の測定に基づき、この星系までの距離を計算すると、地球から約39光年である。どちらの星も、性質が太陽に似ているソーラーアナログである。レチクル座ζ星は、ヘルクレス座ζ運動星団の恒星であり、所属する他の恒星と起源を同じくする。

## 特徴

### 歴史
レチクル座ζ星は、赤緯が-62度でイギリスからはみえないため、フラムスティード番号は付与されていない。レチクル座は、ラカーユが作った星座であるので、バイエル符号ζも1756年にラカーユが発表した星図が起源である。2つの恒星は、ケープ写真掃天星表で個別の名称を付与され、ヘンリー・ドレイパーカタログでも同様になった。

### 位置
レチクル座ζ星は、レチクル座の西部、とけい座との境界から約25分離れた位置にある。2つの恒星は、肉眼でも分離することができ、よく見るにも双眼鏡や低倍率の望遠鏡程度で十分である。ζ1星は視等級が5.54、ζ2星はそれより若干明るく、視等級は5.24である。
2つの恒星は、太陽からほぼ同じ距離にあり、固有運動も共通しているので、重力的に結びついた連星系であるとわかる。離角は309.2秒（5.2分）で、肉眼で分解できる限界の間隔よりも大きい。2つの恒星の間の実際の距離は、3,710auで、公転周期は17万年以上とみられる。

### 物理・化学
ζ1星、ζ2星ともに、太陽に物理的な特徴が似ており、ソーラーアナログと考えられる。スペクトル型は、太陽とほぼ同じである。ζ1星は、質量が太陽の96%で、半径は太陽の92%である。ζ2星は、質量が太陽の99%で、半径は太陽の97%である。2つの恒星は金属量が少なく、水素とヘリウム以外の元素の存在比は、太陽の6割程である。理由はまだ明らかでないが、ζ1星はベリリウムが異常に少ないこともわかっている。考えられる理由としては、星形成の際に分子雲から爆発的な質量降着が繰り返し起こったか、星が誕生して間もない頃に高速で自転していて撹拌が起きたのではないかとされる。
どちらの恒星も、光度がスペクトル型から推定されるより低く、つまりHR図上で主系列より下（低光度側）に位置しており、準矮星に分類されたこともあった。しかし、ヒッパルコスによる年周視差の測定で、距離がより正確に求まるようになると、恒星が実際にはより高い光度で、主系列に乗ることがわかった。ζ2は彩層の活動が活発でないのに対し、ζ1星は彩層での活動が活発で、その度合は中間的である。その影響か、彩層活動を基に推定した年齢は、ζ1星とζ2星で大きく異なる場合がある。

### 運動
この星系は、ヘルクレス座ζ運動星団に属し、星団の星は宇宙空間内での運動が共通していて、起源が同じであることを示す。銀河座標での空間速度 (U, V, W) は、ζ1星が (-70.2, -47.4, +16.4) km/s、ζ2星が (-69.7, -46.4, +16.8) km/sである。銀河系内では、離心率0.24の軌道で回転しており、銀河系中心からの距離は1万7400光年から2万8600光年まで変化する。軌道傾斜角は、銀河面から最大で1300光年離れる程度の傾きとなっている。そのため、離心率も銀河面からの距離もより大きい、厚い銀河円盤の恒星とは起源を異にするとみられる。
ロズウェル事件との関係
エリア51の存在を暴露したボブ・ラザーによると、彼が研究した重力波発生装置は、このレチクル座ゼータ星から飛来した宇宙人が操縦し、1947年にロズウェルに墜落したUFOに由来すると主張している。

## 残骸円盤
レチクル座ζ星には、太陽系外惑星は見つかっていない。1996年9月20日、ζ2星の周りにホット・ジュピターを発見したとの速報があったが、その時とらえた信号は恒星の脈動によるものだとして、すぐに撤回された。
ISOによって、中間赤外線の25μmでζ1星を観測したところ、赤外超過は見られなかった。一方、スピッツァー宇宙望遠鏡によってζ2星の周りを観測したところ、70μmで赤外超過が見つかった。この放射は、残骸円盤によるものと考えられ、円盤の塵の温度は平均して150K、ζ2星を半径4.3auの距離で取り巻いている。更に、ハーシェル宇宙望遠鏡による観測で、更に高い分解能で、より長波長まで観測すると、それまでの予測と異なり、残骸円盤は軌道長半径が100au、温度が30-40Kと推定され、カイパーベルトのようなものといえる楕円形の塵の環があることを示した。
ζ2星周りの残骸円盤は、二成分の構造を示し、各成分は恒星を中心とした位置も明るさも対称でない。この特徴は、円盤が楕円形、具体的には離心率が0.3以上で、真横に近い向きから見ているとすれば説明できる。もしくは、円盤の中に塊状構造があることも考えられ、いずれにせよ、何らかの原因で円盤は円形からずれている。ζ1星は距離が遠いので、円盤には影響していないとみられる。円盤の形状を数値計算したところ、楕円形の円盤が安定して存在するために、惑星のような天体が円盤の外側を、やはり楕円軌道で公転し、円盤を擾乱していると考えれば説明が付くことがわかった。